# 張景泰
張景泰（1973年3月16日—），中華民國陸軍上校、國防部政治作戰局政戰綜合處處長。曾任政戰局文宣心戰處副處長、青年日報社社長、國防部心理作戰大隊大隊長、陸軍東引地區指揮部政戰主任、陸軍司令部文宣組組長，曾於2024年被媒體認為表現亮眼，有望接任國防部發言人職務。2018年，張景泰擔任心戰大隊大隊長期間所產生之眾多弊端遭到揭發，其任內舉措被認為是臺灣政治作戰部門對中國大陸工作網絡大量中斷的主因，一連串弊病的曝光進而引發軍方、學界與情報界對於臺灣認知作戰、政治作戰與情報機構能力長達數年的檢討聲浪。

## 生平
2017年9月，張景泰調任國防部心理作戰大隊大隊長，卻於2018年10月起陸續遭指控其任內人事任用混亂、缺乏專業素養與領導能力、受中共宣傳方向左右、拒絕就中共對臺心戰工作採取反制行動、中斷大量國軍政戰部門對中國大陸工作網絡、將中國大陸線民資料送交正義專案查辦，並且將上述問題之責任推卸給「缺乏政府授權」，引發兩岸網友關注。
2023年7月，為應對新北市民主進步黨籍議員林秉宥對國軍抗彈板品質與防彈能力的質疑，國防部政戰局指導拍攝莒光園地節目對有關指控強力反駁，並在華視播出。然而節目內容卻包含要求國軍官兵呼喊口號聲援國產抗彈板的橋段，手法粗糙引起軒然大波，此集節目事後被指出實為時任政戰局文宣心戰處副處長的張景泰所指導與監製。
2024年4月25日，第16任中華民國總統當選人賴清德公布最後一波新任內閣名單，確認時任國家安全會議秘書長的顧立雄將轉任國防部長。當時傳出國防部發言人孫立方將隨原任國防部長的邱國正同進退，媒體看好時任政戰局政綜處處長的張景泰在眾多人選中表現尤為亮眼，最有可能接任孫立方遺缺，但此預測未能實現。
2024年8月13日，中華隊2024年夏季奧林匹克運動會結束賽事返回臺灣，中華民國空軍派遣3架F-16V戰機伴飛，時任政戰局政戰綜合處處長張景泰上校於當日例行記者會上表示：奧運選手載譽而歸，在國際賽場為國爭光，也展現奮戰到底的決心，足為國人學習典範。